# Kdo má v plachtách vítr

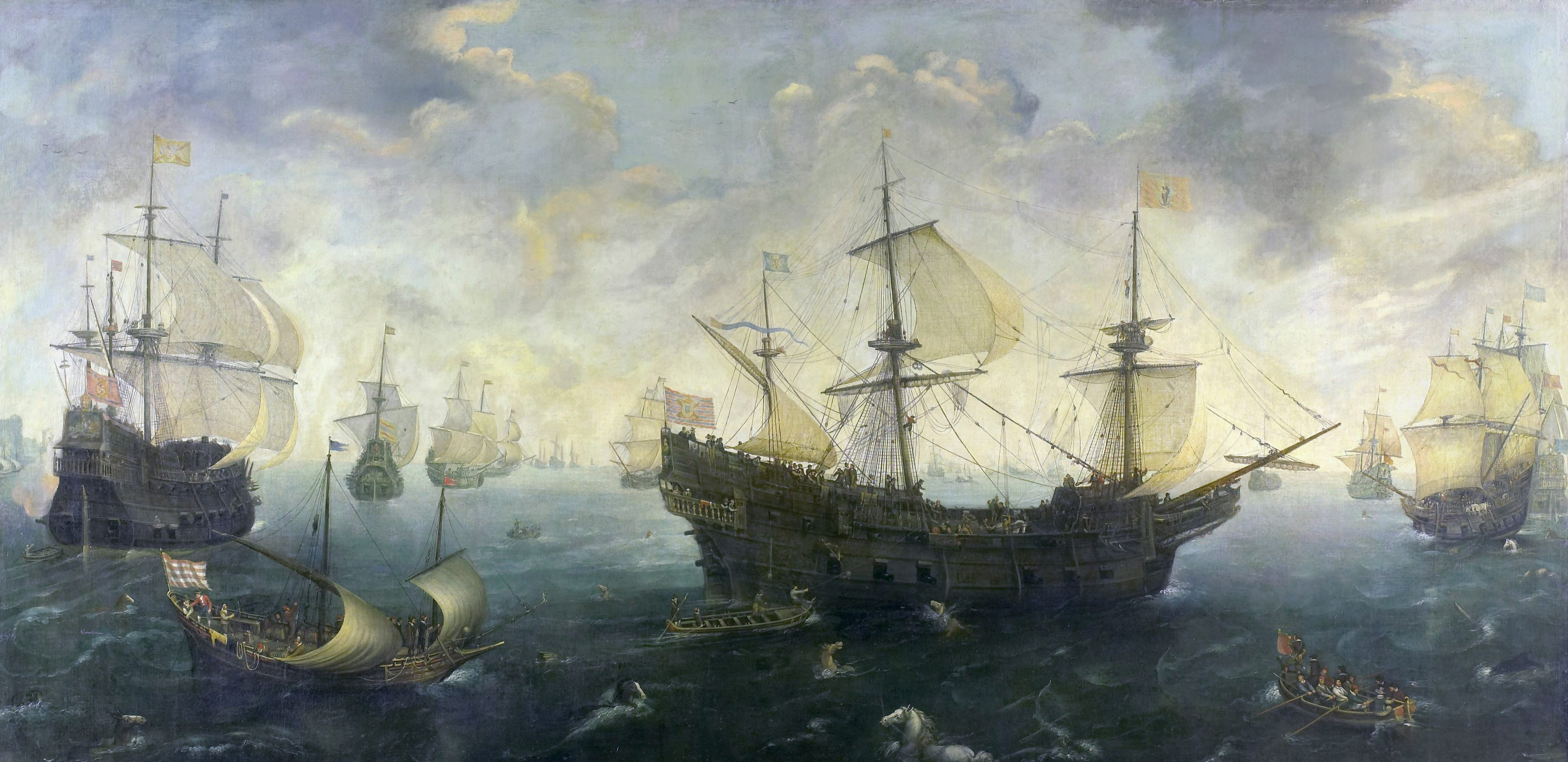
Španělská Armada

Kdo má v plachtách vítr (1985, Rájuk fújt az Isten…) je dobrodružný historický román pro mládež od maďarského spisovatele Miklóse Rónaszegiho odehrávající se koncem 16. století v době, kdy vrcholí anglo-španělská válka.

## Obsah románu
Děj románu začíná roku 1588 v přístavním městě La Coruña, ze kterého má vyplout neporazitelné španělské loďstvo, tzv. Armada, které nechal vybudovat španělský král Filip II. pro invazi do protestantské Anglie, kde vládne královna Alžběta I. Katolické Španělsko je v té době ovládáno nelidsky krutou inkvizicí. Jednou z jejích obětí se má stát děvčátko Bianka, schovanka krásné potulné herečky a principálky doni Elvíry. Příčinou jsou Biančiny hloupé řeči o Nejsvětější Trojici.
Plány inkvizitorů tajně vyslechne chlapec Pedro, kterého jeho chudí rodiče poslali do služby k bohatému loďaři Juanovi Silberovi. Elvíra loďaře prosí, aby ji a Bianku vzal na loď a pomohl jim k útěku. Loďař to nejprve ze strachu před inkvizicí odmítne, ale pak pošle Pedra k Elvíře se vzkazem, že mají čekat o půlnoci v přístavu. Všem se podaří i s Pedrem uprchnout na lodi a stanou se svědky bitvy u Gravelines, kde anglické loďstvo díky šikovné taktice Armadu porazí. Španělská flotila je pak zahnána na sever a při návratu kolem skotských a irských břehů se setká s řadou ničivých bouří, které mnohé její lodě naženou na útesy. Trosečníky, vyvržené na břeh, kteří často nemají dost sil ani k tomu, aby mohli jít, utlučou obyvatelé rybářských vesnic klacky jako dobytčata. Tyto bouře byly chápány protestanty jako pomoc od Boha, který je ochránil před hrozivou invazí.
Na konci románu Pedro zjistí, že Bianka je ve skutečnosti ztracenou dcerou statečného a odvážného šlechtice dona Alfonsa.

## Česká vydání
- Kdo má v plachtách vítr, Albatros, Praha 1989, přeložil Milan Navrátil.